# ヴー・トゥアン・ハイ
ヴー・トゥアン・ハイ（ベトナム語：Vũ Tuấn Hải / 武俊海、1960年1月26日 - ）は、ベトナムの外交官。1981年の外務省入省後、イラクでの語学留学、リビアや日本、ベルギーでの在外勤務を経て、2017年11月から2021年1月にかけて在大阪総領事。ハノイ国際関係学院卒。ベトナム民主共和国（北ベトナム）の首都ハノイ出身。母語のベトナム語のほか、英語とフランス語、アラビア語に堪能。既婚、二児の父。

## 経歴
- 1981年10月: 外務省 入省[2]
- 1982年～1984年: イラクでアラビア語の勉強[2][3]
- 1985年～1986年: 在イラクベトナム人のための通訳者[2][3]
- 1987年～1988年: 外務省 中東アフリカ局 職員[2][3]
- 1989年～1992年: 在リビアベトナム大使館員[2][3]
- 1993年～1997年: 外務省 文化ユネスコ局 職員[2][3]
- 1998年～2001年: 駐日ベトナム大使館 二等書記官[2][3]
- 2001年～2005年: 外務省 文化ユネスコ局 高官[2][3]
- 2005年5月: 外務省 文化ユネスコ局 副局長[2][3]
- 2008年～2011年: 在ベルギーベトナム大使館 公使参事官・首席公使[2][3]
- 2012年～2017年: 外務省 在外ベトナム人国家委員会コミュニケーション文化局長を経て科学技術協力局長[2][3]
- 2017年7月: 在大阪ベトナム総領事 任命[2][3]
- 2017年11月17日～2021年1月: 在大阪ベトナム総領事[2][3][4]